# Amt Fahretoft
Das Amt Fahretoft war ein Amt im Kreis Südtondern in Schleswig-Holstein. Es bestand aus den Gemeinden Fahretoft und Waygaard.

## Geschichte
1889 wurde im Kreis Tondern der Amtsbezirk Fahretoft aus den beiden oben genannten Gemeinden gebildet. 1948 wurde der Amtsbezirk aufgelöst und die Gemeinden bildeten fortan das Amt Fahretoft.
1967 wurde das Amt aufgelöst und die Gemeinden bildeten mit den Gemeinden der Ämter Dagebüll und Lindholm das Amt Bökingharde. 
1978 wurden Fahretoft und Waygaard nach Dagebüll eingemeindet.